# Souvenirs d'en France
Pour plus de détails, voir Fiche technique et Distribution.
Souvenirs d'en France est un film français réalisé par André Téchiné, sorti en 1975.

## Synopsis
Dans les années 1930, on suit l’histoire de la blanchisseuse Berthe qui se marie avec le fils aîné d’une famille bourgeoise. Son beau-père, un immigré espagnol qui a fondé l’entreprise familiale, voit en elle, plus qu’en sa descendance, la maîtresse femme capable de maintenir dignement le flambeau familial…

## Fiche technique
- Titre original : Souvenirs d’en France
- Réalisation : André Téchiné
- Scénario : André Téchiné, Marilyn Goldin
- Dialogues : André Téchiné, Marilyn Goldin
- Assistants-réalisation : Rémy Duchemin, Pierre Gautard
- Photographie : Bruno Nuytten
- Montage : Anne-Marie Deshayes
- Musique : Philippe Sarde
- Décors : Philippe Galland
- Costumes : Christian Gasc
- Son : Pierre Befve
- Productrice : Véra Belmont
- Sociétés de production : Belstar Productions (France), Buffalo Films (France), Simar Films (France), Renn Productions (France), Stéphan films (France)
- Sociétés de distribution : AMLF (distributeur d'origine), Connaissance du Cinéma/Tamasa (France), UGC (France)
- Pays d’origine :  France
- Langue de tournage : français
- Année de tournage : 1974
- Format : 35 mm — couleur par Eastmancolor — 1.66:1 — son monophonique
- Genre : Comédie dramatique
- Durée : 96 minutes (1 h 36)
- Dates de sortie :
  - France : 18 juin 1975
- (fr) Classifications CNC : tous publics, Art et Essai (visa d'exploitation no 43252 délivré le 16 juillet 1975)
- Affiche : René Ferracci (France)

## Distribution
- Jeanne Moreau : Berthe
- Michel Auclair : Hector
- Marie-France Pisier : Régina
- Claude Mann : Prosper
- Orane Demazis : Augustine âgée
- Aram Stephan : Pédret âgé
- Hélène Surgère : Lucie
- Julien Guiomar : Victor
- Michèle Moretti : Pierrette
- Pierre Baillot : Pierre
- Marc Chapiteau : Pédret jeune
- Françoise Lebrun : Augustine jeune
- Jean Rougeul : Valnoble
- Alan Scott : Richard

## Récompenses et distinctions

### Récompenses
- César du cinéma 1976 : César de la meilleure actrice dans un second rôle à Marie-France Pisier, couplé avec celui obtenu pour son interprétation dans Cousin, cousine[1].

## Thèmes et contexte
Jeanne Moreau assure de bout en bout la continuité de cette saga familiale, secondée par une équipe de comédiens, de Michel Auclair à Michèle Moretti (l'une des fidèles interprètes d'André Téchiné). Mais on se souviendra surtout de la séquence de la séance au cinéma : après la projection d'un film sentimental (Le Roman de Marguerite Gautier), la famille sort la larme à l'œil à l'exception de Régina (Marie-France Pisier) qui clame, hilare, « Foutaises ! Foutaises ! » (« Une des répliques cultes du cinéma » — « Elle le disait avec une incroyable désinvolture, une insolence teintée de snobisme, et un charme indescriptible »).

## Avis de la critique
- Serge Toubiana, directeur de la Cinémathèque française[4] : « Un film à voir et à revoir tellement il était vivant et vibrant, chronique familiale et provinciale autour de ses mythes et ses figures. Téchiné se plaçait sous la double influence de Brecht et de Roland Barthes, B&B, faisant preuve d'un don pour le typage de ses personnages, leur donnant une profondeur romanesque tout en se tenant à la bonne distance. »